# Elección presidencial de Haití de 1990
Las elecciones presidenciales se celebraron en Haití el 16 de diciembre de 1990, resultando en una victoria para Jean-Bertrand Aristide del Frente Nacional para el Cambio y la Democracia (FCND), formación que también ganó las elecciones parlamentarias celebradas poco después. Fue ampliamente reconocida como la primera elección honesta realizada en Haití desde que el país obtuvo la independencia en 1804.
Para las elecciones, la Asamblea General de las Naciones Unidas estableció el Grupo de Observadores de las Naciones Unidas para la Verificación de las Elecciones en Haití (ONUVEH), que envió observadores electorales, al igual que la Organización de los Estados Americanos. Estas organizaciones ayudaron a garantizar que las elecciones fueran libres y justas.
Aristide juró como presidente de Haití el 7 de febrero de 1991, pero fue depuesto en un golpe de Estado ocho meses después.

## Resultados
| Candidato               | Partido                                            | Votos     | %    |
| ----------------------- | -------------------------------------------------- | --------- | ---- |
| Jean-Bertrand Aristide  | Frente Nacional para el Cambio y la Democracia     | 1,107,125 | 67.5 |
| Marc Bazin              | Alianza Nacional para la Democracia y el Progreso  | 233,277   | 14.2 |
| Louis Déjoie            | Partido Nacional Agrícola Industrial               | 80,057    | 4.9  |
| Hubert de Ronceray      | Movimiento por el Desarrollo Nacional              | 54,871    | 3.3  |
| Sylvio Claude           | Partido Demócrata Cristiano de Haití               | 49,149    | 3.0  |
| René Théodore           | Partido Unificado de Comunistas Haitianos          | 30,064    | 1.8  |
| Thomas Désulmé          | Partido Nacional Laborista                         | 27,362    | 1.7  |
| Volvick Rémy Joseph     | Movimiento Nacional de Cobitas                     | 21,351    | 1.3  |
| François Latortue       | Movimiento Democrático para la Liberación de Haití | 15,060    | 0.9  |
| Richard Vladimir Jeanty | Partido Paraíso                                    | 12,296    | 0.8  |
| Fritz Simon             | Independiente                                      | 10,117    | 0.6  |
| Votos nulos/en blanco   | Votos nulos/en blanco                              |           | -    |
| Total                   | Total                                              | 1,640,729 | 100  |
| Fuente: Nohlen          |                                                    |           |      |